# 科奇諾卡縣

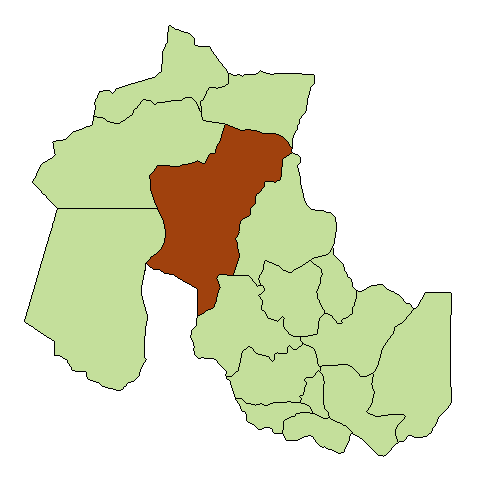

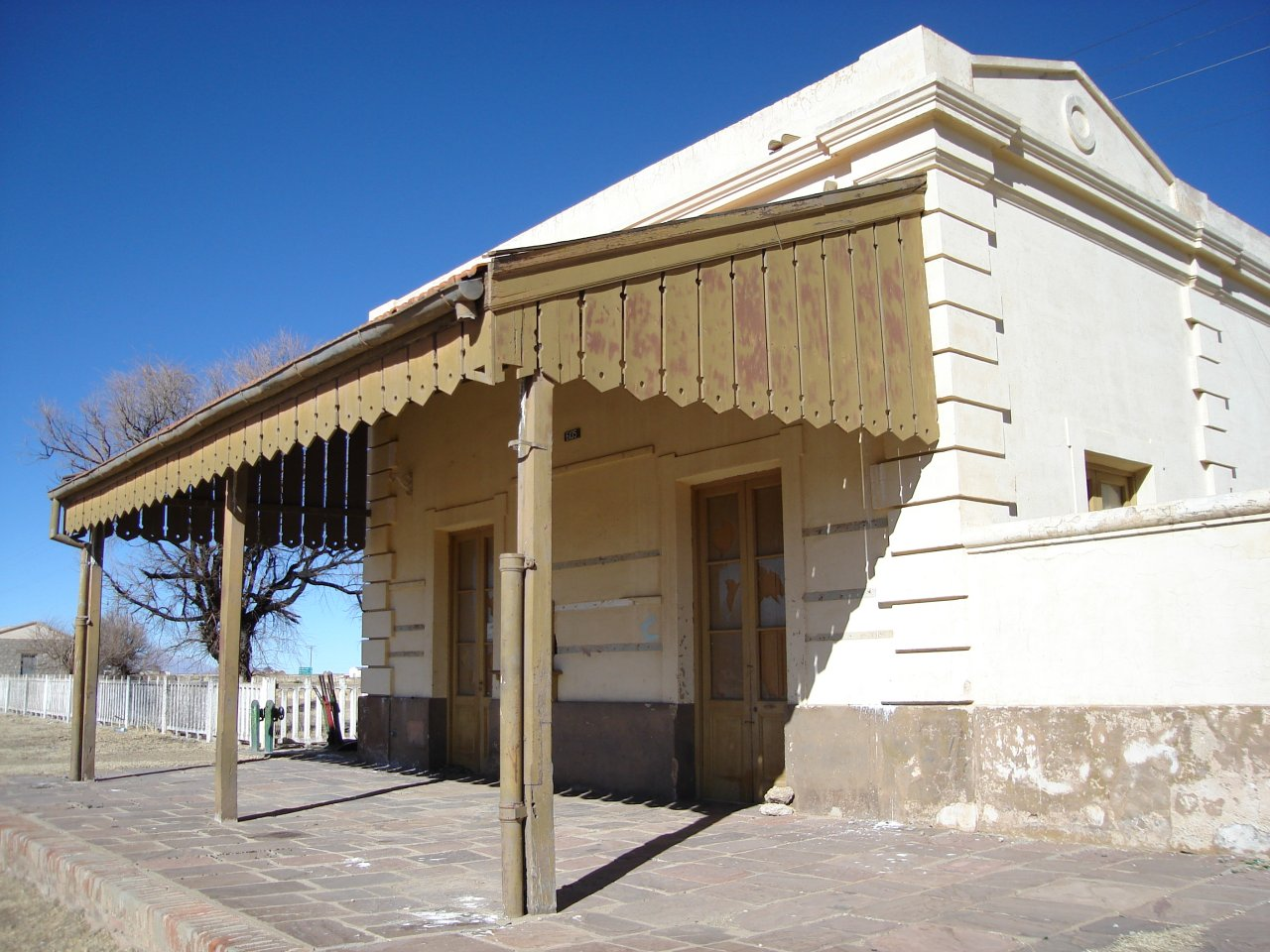

     = 
科奇諾卡縣（西班牙語：Departamento de Cochinoca），是阿根廷的縣份，位於該國西北部胡胡伊省，首府設於阿布拉潘帕，面積7,837平方公里，2010年人口12,656，人口密度每平方公里1.61人。
22°43′22″S 65°41′48″W / 22.72278°S 65.69667°W